# 드미트리 호르바트

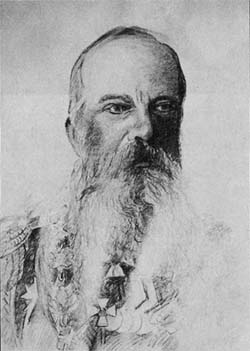

드미트리 레오니도비치 호르바트(러시아어: Дми́трий Леони́дович Хорва́т: 1858년 7월 25일-1937년 5월 16일)는 러시아 제국의 군인, 철도공학자다. 러시아 백군 지도자 중 하나였다.
헤르손 현에서 군인귀족 가계에서 태어났다. 부친 레오니트 니콜라예비치 호르바트는 치안판사로 노보세르비아 혈통의 조반 호르바트 대장의 증손자였고, 모친 마리아 필라르 폰 필하우 남작영애는 카를 필라르 폰 필하우 대장의 딸이며, 미하일 쿠투조프 원수의 증손녀였다.
1875년 니콜라옙스크 공학학교에 입학하여 1878년 갑종으로 졸업, 소위로 임관하여 공병친위대대에 배속되었다. 러시아-튀르크 전쟁 (1877년-1878년)에 종군했고 1878년 5월부터 9월까지 발칸반도를 다니며 화약, 전기도금에 관하여 사업여행을 다녔다.
1881년 10월 니콜라옙스크 공학한림원 편입시험에 합격했으나 2년 뒤 퇴학되었다. 이후 공병친위대대로 돌아가 대대 훈련반에서 교관을 했다.
1885년 3월 중위로 진급했고 같은 해 6월 중앙아시아 철도 부설 임무를 맡았다. 이 철도 부설의 총책임자는 미하일 안넨코프 대장이었고, 호르바트는 그 밑에서 일했다. 이 철도는 유사(流沙) 지대에 놓인 최초의 철도였다. 처음에는 군사 목적으로 부설되었지만 1899년부터 철도성으로 소관이 이전되었다. 철도 부설에는 2개 철도대대가 동원되었는데, 예정일까지 공사를 마치기에는 인력이 턱없이 부족해서 호르바트는 부설관리 담당 특무장교이자 건설현장 십장, 기관차 공학자에 이르기까지 일을 한몸에 도맡아야 했다. 타고난 재능으로 철도 부설을 끝낸 호르바트는 1894년 대위로 진급했다.
1895년 호르바트는 우수리 변경으로 배치되어 제1우수리대대 대대장으로서 우수리 철도를 부설했다.
1898년 5월 대령으로 진급하고 1896년 9월 남우수리스크철도의 책임자가 되었다. 1899년 4월부터는 중앙아시아 철도 책임자를 대행했다. 1902년 11월에는 동청 철도 관리직을 제안받았다. 같은 시기 그는 재무성에서 동청철도 관련 업무를 소관하는 부서의 장이었다.
1904년 소장으로 진급하고 1911년 12월 중장으로 진급했다. 1917년 2월 혁명 이후에는 러시아 임시정부의 동청철도 판무관이 되었다.
10월 혁명이 일어났을 당시, 러시아 중앙에서 멀리 떨어진 동청 철도 일대는 상대적으로 평온했다. 사람들은 호르바트가 동청철도를 지배하고 있는 이상 러-중 국경지대는 안전할 것이라고 생각했다.
호르바트는 원래 한 세력의 최고권력자가 되는 의무를 떠맡고 싶지 않아했지만, 1918년 7월 10일 러시아의 주권이 회복될 때까지 임시통치자가 될 것을 선언하면서 군벌화했다. 이후 길고 험난한 교섭 끝에 9월 18일 옴스크 임시 시베리아 정부를 러시아 정부로 인정했다. 이로써 그는 임시통치자 직은 사임했지만 극동 고등판무관 직은 유지하면서 극동의 모든 러시아군을 자기 관할로 삼게 되었다. 옴스크 정부가 우파의 임시 전러시아 정부로 이전하고, 알렉산드르 콜차크 제독이 쿠데타를 일으켜 임시정부의 전권을 장악한 뒤에도 호르바트는 직분을 유지했다.
1920년 호르바트는 철도에서 은퇴하여 중국 북경으로 가 정치사회활동을 했다. 1921년에서 1924년까지는 동청철도 관련 고문관이 되었고, 1924년부터는 러시아 전군연합의 중국 주재 주석이 되었다. 그는 죽을 때까지 중국에 머무르면서 극동 러시아인들의 공식적 수장으로 인정받았고, 중국으로 이주하는 백계 러시아인들의 권익보호를 위해 힘썼다.

## 같이 보기
- 미하일 밀로라도비치